# Église San Frediano in Cestello

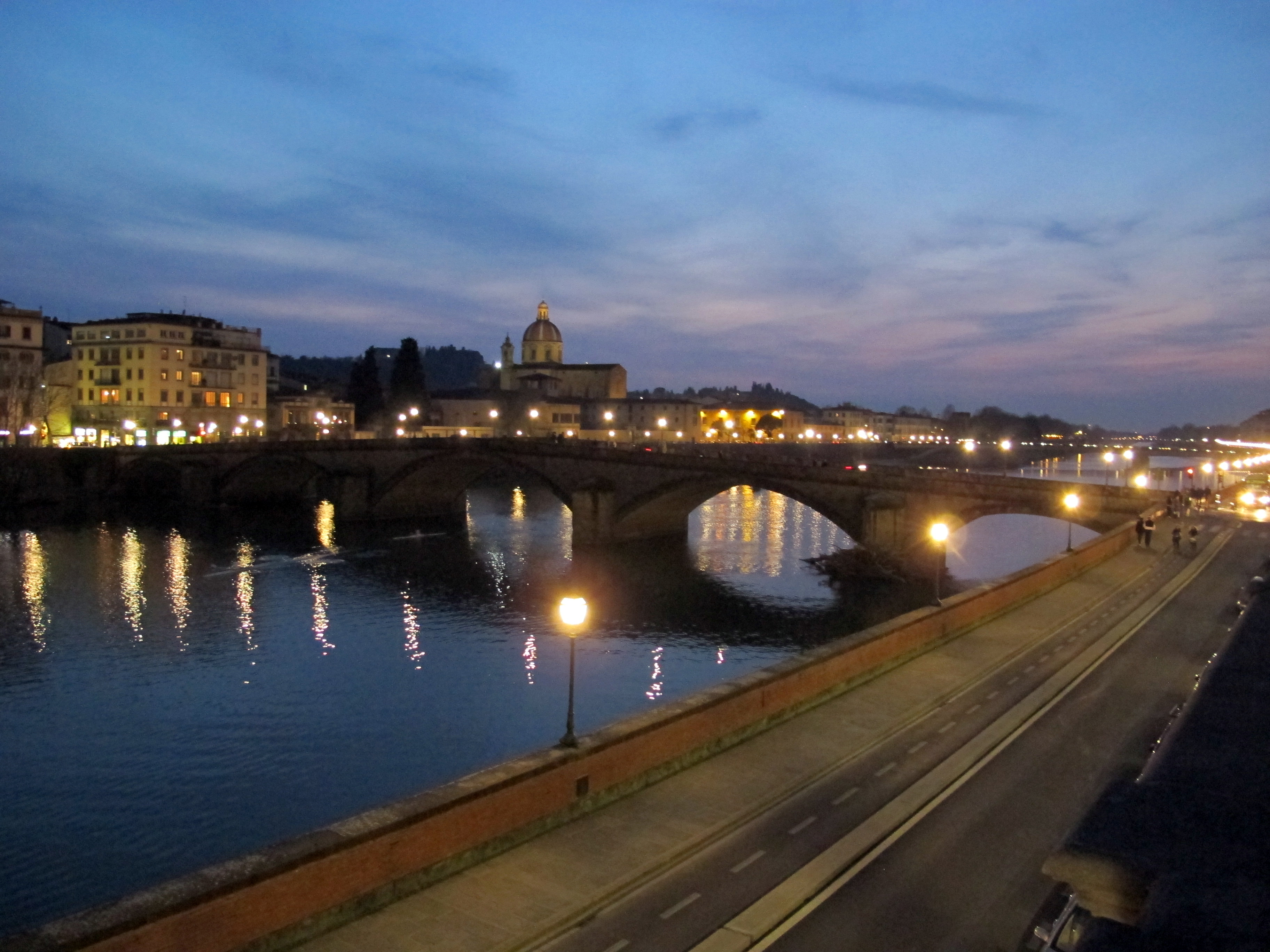
Vue depuis la terrasse du Palazzo Corsini

San Frediano in Cestello est une église catholique romaine de style baroque située dans le quartier Oltrarno à Florence. Le nom Cestello dérive des Cisterciens qui occupèrent l'église en 1628. Auparavant, le site abritait une église des années 1450 rattachée au couvent carmélite de Santa Maria degli Angeli. À partir du pontificat de Paul II dans les années 1460, l'église et le couvent adjacent furent patronnés par la famille Soderini, puis par le cardinal Francesco Soderini.

## Histoire
L'église est dédiée à saint Fridien, un des premiers pèlerins chrétiens irlandais devenu évêque de Lucques ; il aurait miraculeusement traversé le fleuve Arno en crue près de cet endroit. Une église était présente sur le site avant le XIe siècle. À partir du pontificat de Paul II dans les années 1460, l'église et le couvent adjacent furent patronnés par la famille Soderini, puis par le cardinal Francesco Soderini. L'église a souffert de l'inondation de 1557 ; les moines ont dû se déplacer vers le monastère voisin de Santa Marie del Carmine.